# Холод Сергій Борисович
Холод Сергій Борисович (нар. 27 вересня 1978 року, м. Дніпропетровськ)  — ректор Університету імені Альфреда Нобеля (м. Дніпро), доктор економічних наук.

## Життєпис
У 2001 році закінчив Дніпропетровську академію управління, бізнесу та права за спеціальністю «Економіка підприємства» та здобув кваліфікацію економіста. 
У 2019 році закінчив Університет імені Альфреда Нобеля за спеціальністю «Філологія», має диплом магістра з відзнакою, кваліфікація – магістр філології, викладач.
У 2020 році закінчив Університет імені Альфреда Нобеля за спеціальністю «Менеджмент», має диплом магістра.
Кандидат технічних наук зі спеціальності 05.13.22 – Управління проектами та програмами з 2011 року. Дисертацію захистив у спеціалізованій вченій раді Д 08.085.01 при Державному вищому навчальному закладі «Придніпровська державна академія будівництва та архітектури». 
Доктор економічних наук з 2017 року. Докторську дисертацію захищено 07 червня 2017 року у спеціалізованій вченій раді Д 41.088.05 в Одеській національній академії харчових технологій Міністерства освіти і науки України. Спеціальність 08.00.05 – розвиток продуктивних сил і регіональна економіка. Тема докторської дисертації: "Інфраструктурне забезпечення саморозвитку на мезорівні: концепція та методологія"
Автор і розробник новітньої системної співпраці з європейськими структурами в сфері вищої освіти, інформаційних технологій, управління вищими навчальними закладами.
Співавтор розробки системи управління засобами проектного менеджменту, методів медіа планування в Університеті імені Альфреда Нобеля, співавтор створення інформаційно-аналітичних центрів в Києві і Дніпрі із залучення широких кіл наукової і бізнес-громадськості в діяльність України і Польщі.
Співрозробник заходів з підготовки та проведення інвестиційних проектів в рамках українсько-польського центру з питань впровадження енергоощадних технологій, впровадження сучасних систем забезпечення навчальних процесів для вишів приватної форми власності з використанням досвіду Польщі в пристосуванні навчальних процесів вимогам і стандартам ЄС.
Автор і організатор конференцій, круглих столів, економічних, ділових форумів та інших зустрічей з громадськими діячами, представниками бізнес-кіл, студентами на регіональному та міжнародному рівнях.

## Освіта та трудова діяльність
З 2001 року працював на посаді заступника начальника управління маркетингу Дніпропетровського університету економіки та права.
У 2001—2004 році зарахований до аспірантури ДУЕП з відривом від виробництва за спеціальністю 08.02.03 — організація управління, планування і регулювання економікою.
З 2003 року за сумісництвом на посаді директора Дніпропетровського регіонального благодійного Фонду «Українсько-польський центр сприяння розвитку менеджменту, підприємництва та інвестицій».
З 2005—2010 р. — проректор з науково-педагогічної роботи та стратегічного розвитку Дніпропетровського університету економіки та права.
З 2010—2012 р. — директор науково-дослідного інституту розвитку економіки та суспільства Дніпропетровського університету імені  Альфреда Нобеля.
З 2012—2014 р. — проректор з науково-педагогічної роботи та інноваційної діяльності Дніпропетровського університету імені Альфреда Нобеля.
З 2014—2015 р. — проректор з науково-педагогічної роботи, організації та розвитку науково-інноваційного процесу Дніпропетровського університету імені Альфреда Нобеля.
З 2016—2018 р. — проректор з організації та розвитку науково-інноваційного процесу Університету імені Альфреда Нобеля.
2018 р. — по теперішній час — ректор Університету імені Альфреда Нобеля (м. Дніпро).